# Trimma striatum
Trimma striatum är en fiskart som först beskrevs av Herre, 1945.  Trimma striatum ingår i släktet Trimma och familjen smörbultsfiskar. Inga underarter finns listade i Catalogue of Life.